# الحجيلة (الحديدة)

تعديل مصدري - تعديل

الحجيله هي إحدى قرى مديرية الحجيلة بمحافظة الحديدة أليمنية، بلغ تعداد سكانها 1037 نسمة حسب الإحصاء الذي أجري عام 2004.